# Mutten
Mutten (toponimo tedesco; in romancio Mut, in italiano Monte, desueto) è una frazione di 61 abitanti del comune svizzero di Thusis, nella regione Viamala (Canton Grigioni).

## Geografia fisica
Mutten è situato nella valle dell'Albula, sulla sponda sinistra; il punto più elevato del territorio è la cima del Muttner Horn (2 401 m s.l.m.), sul confine con Zillis-Reischen.

## Storia

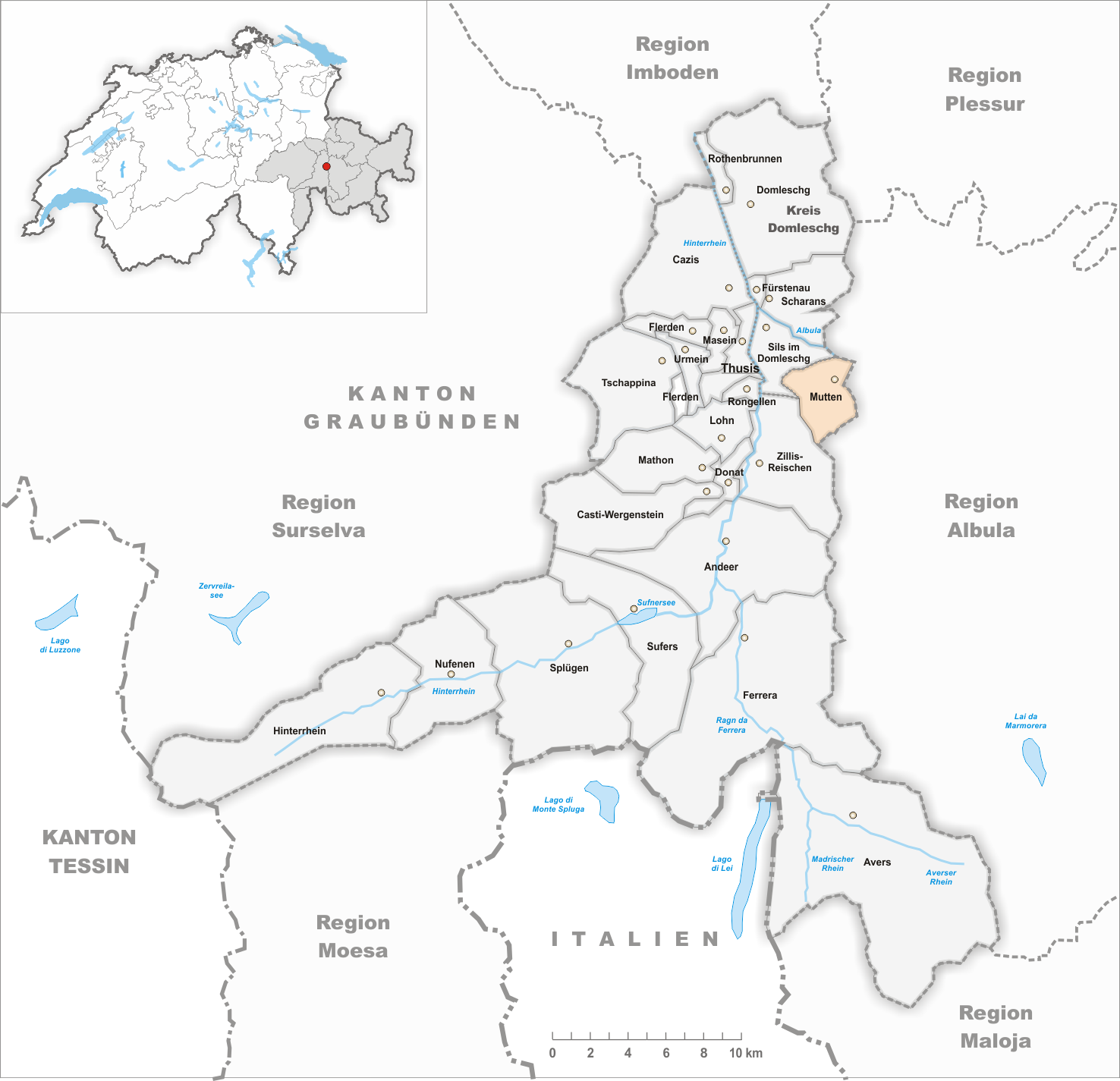
Il territorio del comune di Mutten prima degli accorpamenti comunali del 2018

Già comune autonomo che si estendeva per 9,96 km² e che comprendeva le frazioni di Obermutten, Stafel e Untermutten, dal 1851 al 2015 fu l'unico comune di lingua tedesca e religione riformata del circolo di Alvaschein, nel distretto dell'Albula; nel 2016, con la soppressione dei distretti e l'istituzione delle regioni del Canton Grigioni, non fu assegnato alla regione Albula ma alla regione Viamala. Il 1* gennaio 2018 è stato accorpato al comune di Thusis.

## Monumenti e luoghi d'interesse
- Chiese riformata di Mutten in località Untermutten, eretta nel 1583-1584[1];
- Chiese riformata di Obermutten, eretta nel 1718[1].

## Società

### Evoluzione demografica
L'evoluzione demografica è riportata nella seguente tabella:
Abitanti censiti

## Economia
L'economia locale trae impulso principalmente dal settore primario.

## Infrastrutture e trasporti
Le stazioni ferroviarie più vicine sono quelle di Tiefencastel e di Thusis della Ferrovia Retica, entrambe a 10 km; dista 9,5 km dall'uscita autostradale di Thusis sulla A13/E43, 34 km da Coira, 44 km da Davos e 59 km da Sankt Moritz